# فرودگاه پتروپافل
 فرودگاه پتروپافل (به انگلیسی: Petropavl Airport) یک فرودگاه همگانی با کد یاتا PPK است که یک باند فرود آسفالت دارد و طول باند آن ۲۴۹۶ متر است. این فرودگاه در شهر پتروپاول کشور قزاقستان قرار دارد و در ارتفاع ۱۲۶ متری از سطح دریا واقع شده‌است.

## شرکت‌های هواپیمایی و مقصدهای پروازی
| شرکت‌های هواپیمایی | مقصدهای پروازی         |
| ----------------- | ---------------------- |
| اسکات ایرلاینز    | آلماتی، آستانه، چیمکند |
| Asia Wings        | کوکشتائو               |